# یدید وانادیم (III)
یدید وانادیم(III) (به انگلیسی: Vanadium(III) iodide) با فرمول شیمیایی VI۳ یک ترکیب شیمیایی با شناسه پاب‌کم ۳۶۲۷۲۵۲ است. که جرم مولی آن ۴۳۱٫۶۵۴۹ g/mol می‌باشد. شکل ظاهری این ترکیب، جامد سیاه است.